# Viola thibaudieri
Viola thibaudieri är en violväxtart som beskrevs av Adrien René Franchet och Sav.. Viola thibaudieri ingår i släktet violer, och familjen violväxter. Inga underarter finns listade i Catalogue of Life.